# Alan Bates
Alan Bates (Allestree, Derbyshire, 17 de febrero de 1934-Westminster, Londres, 27 de diciembre de 2003) fue un actor británico.

## Biografía
Alan Bates nació en el seno de una familia amante de la música. De sus padres heredó el interés hacia el arte y, por ello, se matriculó en la Real Academia de Arte Dramático. Sus orígenes humildes hicieron de él, junto con David Hemmings y Albert Finney, la encarnación de un cierto tipo de joven viril, lleno de fuerza, dispuesto a poner en cuestión la realidad vigente. Así lo demostró en el Royal Court de Londres, donde representó obras de John Osborne.

## Vida artística

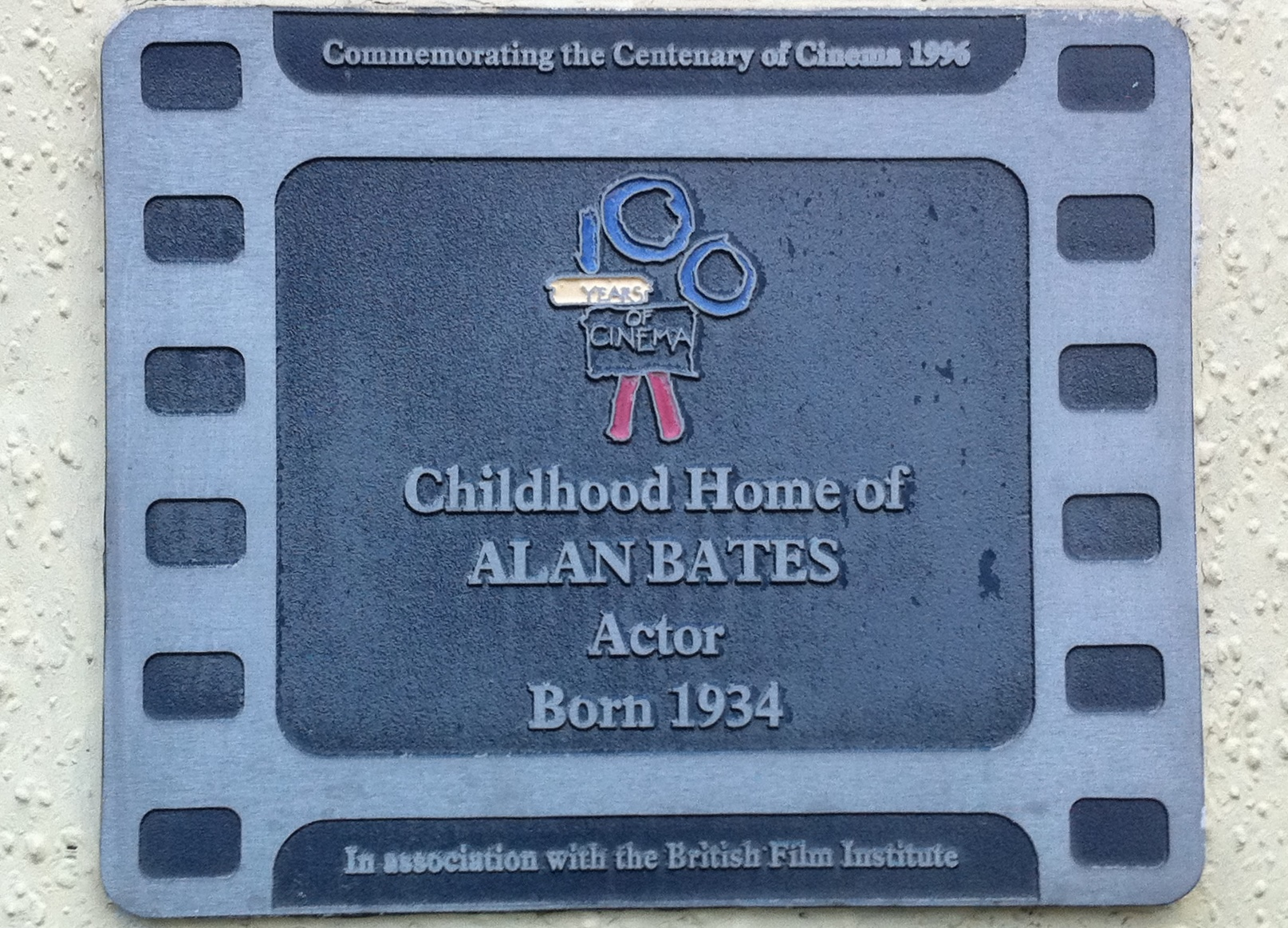
Placa azul en la Childhood Home of Alan Bates, Derwent Ave, Allestree, Derby, UK

En 1960 pasaría junto con Finney y Hemmings a convertirse en uno de los rostros más conocidos del Free Cinema, encarnando, en palabras de Juan Tejero, «al hombre de la calle, rudo, atormentado y dotado de una fuerte carga sexual». Esa imagen quedó asentada a raíz de sus intervenciones en El animador o en Esa clase de amor (1963), cinta recompensada con el Oso de Oro en el Festival de Berlín. 
Su popularidad se disparó con el estreno de Zorba el griego (1965) en la que dio vida a un novelista tímido. A este título se le unieron Georgy Girl, la solterona retozona, Rey de Corazones y Lejos del mundanal ruido, adaptación de Thomas Hardy a cargo de John Schlesinger en la que se puso en la piel de un pastor pensativo. A finales de la década obtuvo una candidatura al Oscar al mejor actor por El hombre de Kiev, filme de suspense del realizador progresista John Frankenheimer.
En 1970, protagonizó junto a Oliver Reed uno de los mayores escándalos cinematográficos de la década al afrontar un comentado desnudo masculino que en España fue censurado por la dictadura. La película era Mujeres enamoradas, adaptación de D. H. Lawrence, realizada por Ken Russell, no por casualidad uno de los directores más provocadores de la campiña inglesa. Ese mismo año se sumó al reparto de El mensajero, basada en la novela de L.P. Hartley, y que provocó también cierto revuelo por su nada complaciente visión del matrimonio, la pieza angular de la sociedad. En ella Bates incorporó a Ted Burguess, un capataz granjero que se citaba con su amante a través de las cartas que ésta le hacía llegar de las manos de un inocente niño...
Justo en pleno éxito, Alan Bates se centró en su actividad teatral, y apenas interviniendo en títulos populares como Tres hermanas -al lado de Joan Plowright-, La rosa, Una mujer descasada o El retorno del soldado. 
A principios de los noventa su nombre saltó a primera página cuando aceptó ser Claudio en la versión de Hamlet dirigida por Franco Zeffirelli, donde Bates encarnó la corrupción del poder, la traición y la codicia.
Pasaron diez años hasta que volvió a obtener un papel de empaque. Robert Altman solicitó sus servicios para Gosford Park, donde interpretó a un mayordomo cuya aparente dignidad se desmorona al revelarse un imperdonable secreto que echa por tierra su disciplina. A raíz de ese papel Alan Bates "regresó" al cine de forma más regular con papeles de reparto en filmes como Mothman: la última profecía, La sentencia o Evelyn. Como consecuencia de ese éxito alcanzó el título de Sir.
En diciembre de 2003, en pleno éxito, un cáncer de hígado acabó con su vida, dos meses después de que un infarto pusiera fin a la existencia de su compatriota David Hemmings.

## Filmografía parcial
| Año  | Película                        | Director            |
| ---- | ------------------------------- | ------------------- |
| 1960 | El animador                     | Tony Richardson     |
| 1961 | Cuando el viento silba          | Bryan Forbes        |
| 1962 | Esa clase de amor               | John Schlesinger    |
| 1963 | The Running Man                 | Carol Reed          |
| 1963 | The Caretaker                   | Clive Donner        |
| 1965 | Zorba, el griego                | Michael Cacoyannis  |
| 1965 | Georgy Girl                     | Silvio Narizzano    |
| 1966 | Le Roi de Coeur                 |                     |
| 1967 | Lejos del mundanal ruido        | John Schlesinger    |
| 1968 | El hombre de Kiev               | John Frankenheimer  |
| 1969 | Mujeres enamoradas              | Ken Russell         |
| 1970 | Tres hermanas                   | Laurence Olivier    |
| 1970 | El mensajero                    | Joseph Losey        |
| 1971 | El precio de la muerte          | Lorenzo Gicca Palli |
| 1973 | In Celebration                  |                     |
| 1973 | Butley                          | Harold Pinter       |
| 1978 | Una mujer descasada             | Paul Mazurky        |
| 1978 | La rosa                         | Mark Rydell         |
| 1982 | El retorno del soldado          | Norman Jewison      |
| 1986 | Ansias de vivir                 |                     |
| 1987 | Réquiem por los que van a morir |                     |
| 1990 | Hamlet                          | Franco Zeffirelli   |
| 1993 | Lengua silenciosa               | Sam Shephard        |
| 2001 | Gosford Park                    | Robert Altman       |
| 2002 | Evelyn                          | Bruce Beresford     |
| 2002 | Mothman, la última profecía     |                     |
| 2002 | Bertie and Elizabeth            |                     |
| 2002 | The Sentence                    | Norman Jewison      |

## Teatro
| Año     | Obra de teatro                  |
| 1956    | The Mullberry Bush              |
| 1956-57 | Lok Back in Anger               |
| 1958    | Larga jornada hacia la noche    |
| 1960    | The Caretaker                   |
| 1965    | Poor Richard                    |
| 1965    | Cuatro estaciones               |
| 1967    | Ricardo III                     |
| 1967    | Las alegres casadas de Windsord |
| 1969    | In Celebration                  |
| 1970    | Hamlet                          |
| 1970    | La mujer indomable              |
| 1971    | Butley                          |
| 1973    | Life Class                      |
| 1975/76 | Othewise Engaged                |
| 1976    | La gaviota                      |
| 1979    | Stage Stack                     |
| 1983    | A Patriot For Me                |
| 1984    | One For The Road                |
| 1985    | A Patriot of Me                 |
| 1985    | The Dance of Death              |
| 1985    | Yonadb                          |
| 1989    | Ivanov                          |
| 1992    | Stage                           |
| 1993    | The Show Man                    |
| 1995    | The Mater Builder               |
| 1996    | Fortune´s Fool                  |
| 1997    | Life Suport                     |
| 1999    | Timón de Ateneas                |
| 1999    | Antonio y Cleopatra             |
| 2000    | The Unexpected Man              |
| 2001    | Othewise Engaged                |
| 2001    | Fortune´s Fool                  |

## Premios
Oscar
| Año  | Categoría   | Película          | Resultado |
| ---- | ----------- | ----------------- | --------- |
| 1969 | Mejor actor | El hombre de Kiev | Nominado  |

Globos de Oro
| Año  | Categoría                       | Película                 | Resultado |
| ---- | ------------------------------- | ------------------------ | --------- |
| 1968 | Mejor actor - Drama             | El hombre de Kiev        | Candidato |
| 1967 | Mejor actor - Drama             | Lejos del mundanal ruido | Candidato |
| 1966 | Mejor actor - Comedia o musical | Georgy Girl              | Candidato |
| 1966 | Nueva estrella del año - actor  | Georgy Girl              | Candidato |

Premios BAFTA
| Año  | Categoría              | Película           | Resultado |
| ---- | ---------------------- | ------------------ | --------- |
| 1991 | Mejor actor de reparto | Hamlet             | Candidato |
| 1969 | Mejor actor            | Mujeres enamoradas | Candidato |
| 1963 | Mejor actor británico  | Esa clase de amor  | Candidato |

Premios Tony
| Año  | Categoría   | Película       | Resultado |
| ---- | ----------- | -------------- | --------- |
| 1973 | Mejor actor | Butly          | Ganador   |
| 2001 | Mejor actor | Fortune's Fool | Ganador   |